# عبدالحسین مختاباد
سید عبدالحسین مُختاباد امره‌ای (زادهٔ ۱ فروردین ۱۳۴۵ در ساری) مشهور به مختاباد آهنگساز، خواننده و رئیس پیشین دانشکده هنر و معماری دانشگاه آزاد اسلامی واحد تهران مرکزی است. مختاباد بنیان‌گذار و خواننده گروه رودکی است.

## زندگی و فعالیت‌ها
وی موسیقی را نزد استادانی چون کریم صالح عظیمی (آواز)، عطاءالله جنگوک (سه‌تار) و همچنین کامبیز روشن‌روان، شاهین فرهت و محسن الهامیان (تئوری موسیقی، سُلفِژ و هارمونی) و امیر بیداریان (تنبک) فرا گرفته‌است.
وی در عرصه موسیقی تاکنون بیش از ۲۰ آلبوم تولید کرده‌است. او فارغ‌التحصیل کارشناسی علوم اجتماعی از دانشگاه تهران، کارشناسی زبان انگلیسی از دانشگاه یورک (کانادا)، کارشناسی موسیقی از دانشگاه اتاوا کانادا و دکترای موسیقی (آهنگ‌سازی و اجرا) از دانشگاه گلداسمیت انگلستان می‌باشد.
مختاباد در کنار تحصیل دانشگاهی و بعد از بیش از یک دهه تعلیم و فراگیریِ ظرایف موسیقی ایرانی و غربی، فعالیت رسمی موسیقایی و هنری را در سال ۱۳۷۰ و با ارائه اثر معروفش به نام تمنای وصال با آهنگ‌سازی و خوانندگی خود آغاز کرد.
وی در سال ۱۳۷۸ بعد از حدود یک دهه فعالیت هنری و ارائه چندین آلبوم و اجرای کنسرت‌های متعدد در ایران، اروپا، آمریکای شمالی و … برای ادامهٔ تحصیل در رشته موسیقی به خارج از ایران رفت. ابتدا در کانادا (دانشگاه اتاوا - مقطع لیسانس) و سپس در انگلستان (دانشگاه گلد اسمیت لندن- مقطع فوق لیسانس و دکتری) در رشته آهنگ‌سازی و اجرا زیر نظر استادان برجسته‌ای چون جان بیلی (استاد راهنما) و استانلی گلاسر (استاد آهنگسازی) تا سال ۱۳۸۶ به تحصیل مشغول بود. او علاوه بر اجرای موسیقی سنتی، به تحقیق و پژوهش در زمینه‌های جامعه‌شناختی موسیقی نیز می‌پردازد. وی مشغول تدریس موسیقی در دانشکده صدا و سیما، دانشگاه تهران و دانشگاه آزاد اسلامی است.
اثر شناخته‌شدهٔ دیگر مختاباد، شبانگاهان نام دارد که بر اساس آهنگ «به خاطر تو» بانو حمیرا به آهنگسازی استاد پرویز یاحقی بازخوانی و با اندک تغییراتی به صورت ارکسترال با تنظیم فریدون شهبازیان ارائه گردید.
همچنین از آخرین آثار وی می‌توان به اُپِرای آرش کمانگیر اشاره کرد که بر اساس منظومهٔ آرش کمانگیر سرودهٔ سیاوش کسرایی ساخته شده‌است. نوشتن این اثر پیش از پنج سال طول کشیده و در سال ۱۳۹۰ به پایان رسیده‌است و اکنون منتظر فراهم شدن مقدمات اجراست. مدت زمان این کار که برای دو خواننده و گروه کُر نوشته‌شده، یک ساعت و نیم تا دو ساعت است و یک بخش از آن تئاتر است که کارگردان، نمایش را در دست می‌گیرد و بخش دیگر هم موسیقی است که با دو خواننده و گروه کر به اجرا درمی‌آید.

## تحصیلات
- ۱۳۸۱–۸۷ دانشگاه گلد اسمیت لندن، انگلستان - آهنگ‌سازی و اجرا
- ۱۳۷۹–۸۱ دانشگاه اتاوا، کانادا - دانشجو موسیقی
- ۱۳۷۸–۷۹ دانشگاه یورک، شهر تورنتو، کانادا - دانشجوی زبان انگلیسی
- ۱۳۶۳–۶۸ دانشگاه تهران – لیسانس علوم اجتماعی
- ۱۳۶۰–۶۳ دبیرستان ۲۹ آبان ساری - دیپلم اقتصاد
- ۱۳۵۶–۶۰ راهنمایی رودکی ساری - سوم راهنمایی
- ۱۳۵۵–۵۶ دبستان قائم مقام ساری - پنجم ابتدایی
- ۱۳۵۱–۵۵ دبستان رودکی روستای امره - اول تا چهارم ابتدایی

## آموزش موسیقی
- ۱۳۸۱–۸۷ دکترای آهنگ‌سازی و اجرا از دانشگاه گلد اسمیت لندن-انگلستان زیر نظر استانلی گلاسر و جان بیلی
- ۱۳۷۹–۸۱ لیسانس موسیقی در دانشگاه اتاوا - کانادا
- ۱۳۷۸–۷۹ زبان انگلیسی دانشگاه یورک - شهر تورنتو - کانادا
- ۱۳۷۳–۷۷ فراگیری اصول موسیقی کلاسیک غربی هارمونی، سلفژ و کنترپوان تحت نظر استادان کامبیز روشن‌روان، محسن الهامیان و شاهین فرهت
- ۱۳۷۰–۷۲ آشنایی با ساز پیانو
- ۱۳۶۳–۷۰ فراگیری ردیف آوازی موسیقی اصیل ایرانی (هفت دستگاه و شش آواز یا نغمه) زیر نظر استاد کریم صالح عظیمی در رادیو ایران و نیز فراگیری نواختن سازهای موسیقی ایرانی نظیر: سنتور، سه‌تار و تمبک

## سوابق
- ۱۳۹۵: رئیس پژوهشگاه آفرینش‌های ادبی و هنری دانشگاه آزاد اسلامی و رئیس شورای برنامه‌ریزی آموزشی و درسی هنر و معماری دانشگاه
- ۱۳۹۲: رئیس دانشکده هنر و معماری، دانشگاه آزاد اسلامی تهران مرکز
- ۱۳۹۲: نماینده مردم تهران در شورای شهر
- ۱۳۸۷: تاکنون عضو هیئت مدیره کانون آواز ایران وابسته به خانه موسیقی ایران
- ۱۳۸۵: عضو هیئت مدیره انجمن موسیقی ایران
- ۱۳۸۵–۸۶: مشاور فرهنگی و هنری رئیس سازمان فنی و حرفه‌ای ایران، دبیر اولین نمایشگاه موسیقی و آثار شنیداری ایران
- ۱۳۸۴–۸۶: مشاور موسیقی معاونت مجلس و استان‌های سازمان صدا و سیما و معاون موسیقی استان‌ها سازمان صدا و سیما و مشاور مدیر کل موسیقی سازمان صدا و سیما
- ۱۳۸۵: تاکنون عضو هیئت علمی دانشگاه صدا و سیما
- ۱۳۷۸: اعزام به خارج جهت ادامه تحصیل از طریق بورس سازمان صدا و سیما
- ۱۳۷۵–۷۷: مدیر عامل فرهنگ سرای سرو وابسته به شهرداری تهران
- ۱۳۷۳–۷۵: مدیر عامل خانه فرهنگ حافظیه وابسته به شهرداری تهران
- ۱۳۷۴–۷۶: عضو شورای موسیقی سازمان یونسکو در ایران
- ۱۳۶۸–۷۵: همکاری با واحد موسیقی حوزه هنری سازمان تبلیغات اسلامی

## آثار صوتی
- ١٤٠٣: ترك ختا؛ تك ترانه؛ شاعر: خواجوي كرماني؛ آهنگساز و خواننده.
- ١٤٠٣: آن لحظه ها؛ تك ترانه؛ شاعر: شفيعي كدكني؛ آهنگساز و خواننده
- ۱۳۹۵: سیاه‌مشق - (خوانندگی؛ گلچینی از آثار موسیقی کلاسیک ایران؛ تنظیم بهزاد خدارحمی)
- ۱۳۹۰: سایه دوست - (آهنگسازی، تنظیم و خوانندگی مختاباد، اشعار از روح‌الله خمینی، حافظ، مهرداد اوستا، شمس مغربی و ه.ا. سایه)
- ۱۳۸۷: سپید و سیاه - مجموعه‌ای از آهنگ‌های قدیمی ایران (خوانندگی مختاباد، تنظیم بهزاد خدارحمی)
- ۱۳۸۶: ماه مجلس (آهنگ‌سازی و خوانندگی مختاباد، تنظیم کنندگان: عبدالحسین مختاباد، سامان احتشامی و محمد ساعد، اشعار از بامداد جویباری، مولانا و حافظ)
- ۱۳۸۴: اشک مهتاب (خوانندگی مختاباد، آهنگ‌سازی احمدعلی راغب)
- ۱۳۸۴: بهشت من (خوانندگی مختاباد، آهنگسازان: عبدالحسین مختاباد، محسنی و پرویز یاحقی، تنظیم سامان احتشامی، اشعار از بامداد جویباری، بیژن ترقی، اسماعیل نواب صفا، سعدی و حافظ)
- ۱۳۸۳: رنگین کمان عشق (خوانندگی مختاباد، آهنگ‌سازی سید محمد میرزمانی)
- ۱۳۸۲: نقش خیال (خوانندگی مختاباد)
- ۱۳۸۲: قاصدک (ابر بهار) (خوانندگی مختاباد، آهنگ‌سازی سید مجتبی خوش‌ضمیر)
- ۱۳۷۸: غوغای جان (خوانندگی مختاباد، آهنگ‌سازی و تنظیم ملیحه سعیدی)
- ۱۳۷۸: هم‌نوا (خوانندگی مختاباد، آهنگ‌سازی مجید اخشابی)
- ۱۳۷۷: ناز و نیاز (موسیقی فریدون شهبازیان بر مبنای ملودی‌های مختاباد)
- ۱۳۷۶: زورق مهتاب (خوانندگی مختاباد، آهنگ‌سازی سید محمد ساعد)
- ۱۳۷۵: ساقی رضوان (خوانندگی مختاباد، آهنگ‌سازی مهرداد پازوکی)
- ۱۳۷۴: داغ تنهایی (خوانندگی مختاباد، آهنگ‌سازی و تنظیم امید سیاره، اجرای ارکستر، تک نوازی جلال ذوالفنون)
- ۱۳۷۳: شبانگاهان (بوی گل) (موسیقی فریدون شهبازیان بر مبنای ملودی‌های مختاباد، اشعار از روح‌الله خمینی، ساعد باقری، حافظ و سعدی، تک نوازی جلال ذوالفنون)
- ۱۳۷۲: شکوه (آهنگ‌سازی و خوانندگی مختاباد، سرپرستی گروه و تنظیم مهیار فیروزبخت، نوازندگی بهداد بابایی، اشعار از مهرداد اوستا)
- ۱۳۷۱: سفر عشق (خوانندگی مختاباد، آهنگ‌سازی و تنظیم ملیحه سعیدی، اشعار از عطار نیشابوری و مولانا)
- ۱۳۷۰: تمنای وصال (آهنگ‌سازی و خوانندگی مختاباد، تنظیم حسین فرهادپور، اشعار از سعدی، باباطاهر، مولوی و شیخ بهایی، تک‌نوازی جلیل شهناز و حسن ناهید)
- ۱۳۷۰–۸۷: اجرای بیش از ۵۰ اثر در صدا و سیمای جمهوری اسلامی ایران از آثار آهنگ سازان برجسته ایرانی[۴]

## اجراهای زنده (کنسرت)

هنگام اجرای کنسرت در کنار سید جمال محمدی با لباس محلی مازندرانی

- ٢٣ ارديبهشت ١٤٠٤؛ كنسرت بزرگ در سالن دنياي آرزوي شهر ساري؛ گروه فرد نوا
- ٢١ ارديبهشت؛١٤٠٤؛  هتل بادله ساري؛ كنسرت با گروه نوبانگ مهر؛ انجمن پزشكان استان مازندران
- 1403 همدان، تالار بوعلی، گروه نوبانگ مهر به سرپرستی محسن حسینی، چهارم بهمن ماه.
- 1403 ساری، تالار شهر، گروه شورانگیز، به سرپرستی فرزاد محمد نژاد، 21 آبانماه

- 1403 بابل، تالار شهرر،گروه شورانگیز به سرپرستی علی ولیزاده، 16 آبانماه

- 1403 تهران، تالار وحدت، ارکستر ملی به رهبری همایون رحیمیان، 19و 20  خرداد ماه.

- دی ۱۳۹۸- اجرای کنسرت با گروه شورانگیز (محلی و سنتی) سالن اکسین شهر محمودآباد
- مرداد ۱۳۹۸- اجرای کنسرت با ارکستر نوبانگ مهر، کاخ سعد آباد تهران
- اسفند ۱۳۹۷- اجرای کنسرت با گروه نوبانگ مهر، ساری
- دی ۱۳۹۷- اجرای کنسرت با گروه نوبانگ مهر، شهر سنندج
- تیر ۱۳۹۷- اجرای کنسرت و ارائه مقاله در آکادمی علوم وین، اتریش
- دی ۱۳۹۶- کنسرت با گروه محلی مازندرانی کایر؛ ساری استادیوم ۵۰۰۰ نفری رسول حسینی، شهر ساری
- دی ۱۳۹۶- کنسرت با گروه نوبانگ مهر با تک خوان همراه خانم صبا مختاباد؛ تالار وحدت، تهران
- آذر ۱۳۹۶ - اجرای کنسرت و ارائه مقاله در آکادمی هنر مسکو- روسیه
- دی ۱۳۹۵- اجرای کنسرت با ارکستر بزرگ رودکی در برج میلاد تهران
- شهریور ۱۳۹۳ - اجرای کنسرت هم‌صدا با تو در حمایت از کودکان غزه، اجرا با همراهی گروه رودکی[۳]
- ۱۳۹۳: اجرای کنسرت در شهر توکیو ژاپن جشن نوروز
- ۱۳۹۲: اجرای کنسرت در شهر مسکو و قازان تاتارستان
- ۱۳۹۲: اجرای کنسرت در شهر قونیه ترکیه، برای سالگرد در گذشت مولانا،
- ۱۳۹۲: اجرا با گروه رودکی در فرانسه (پاریس) و ایتالیا (رم) به مناسبت جشن باستانی نوروز
- ۱۳۹۱: اجرای کنسرت در شهر ساری (سالن ورزشی رسول حسینی) با گروه رودکی به نفع سیل زدگان بهشهر.
- ۱۳۹۱: اجرای کنسرت با ارکستر سمفونیک قزاقستان به رهبری آرش امینی به دعوت مؤسسه فرهنگی اکو در شهر آستانه پایتخت قزاقستان
- ۱۳۹۰: اجرای کنسرت در کانادا (مونترال، اوتاوا و تورنتو)، آمریکا (هیوستون و لس آنجلس)، ایران (برج میلاد با ارکستر سمفونیک ایران، تالار وحدت با ارکستر سمفونیک به رهبری نادر مرتضی پور و ارکستر ملی ایران به رهبری بردیا کیارس)
- ۱۳۸۹: اجرای کنسرت در کشور ایتالیا
- ۱۳۸۸: اجرا کنسرت در فرانسه، اتریش و اسپانیا، اجرای کنسرت با ارکستر سمفونیک تهران به رهبری منوچهر صهبایی
- ۱۳۸۷: اجرای کنسرت در کشورهای کویت، الجزایر، اجرای کنسرت در کاخ سعدآباد تهران و اجرای در جشنواره موسیقی فجر
- ۱۳۸۶: اجرای کنسرت در مسکو، لندن، پاریس، تهران و اصفهان
- ۱۳۸۵: اجرای کنسرت در لندن، تهران و کرمان
- ۱۳۸۴: اجرای کنسرت در تهران جشنواره موسیقی فجر، جزیره کیش و لندن
- ۱۳۸۳: اجرای کنسرت در لندن موزه معروف ساعتچی، اجرای کنسرت با ارکستر ملی ایران در دهه فجر
- ۱۳۸۲: اجرای کنسرت در لندن (موزه معروف سازهاHornimann Museum)، اجرای کنسرت با ارکستر ملی ارمنستان در جشنواره موسیقی فجر
- ۱۳۸۱: اجرای کنسرت در سوئد، لندن سالن معروف چلسی و کنسرت در جشنواره جهانی جشن خلقت در حضور ملکه انگلیس
- ۱۳۸۰: اجرای کنسرت در لندن سالن معروف روئال فستیوال هال و شهر وین
- ۱۳۷۹: اجرای کنسرت در ایالت تگزاس آمریکا و شهر تورنتو، مونترال و اتاوا کانادا
- ۱۳۷۸: اجرای کنسرت در پاریس سالن یونسکو، هلند و سوئیس
- ۱۳۷۷: اجرای کنسرت در لندن، منچستر و لیدز
- ۱۳۷۶: اجرای کنسرت در امارات متحده عربی، عمان، تهران و اصفهان
- ۱۳۷۵: اجرای کنسرت در ترکمنستان و تاجیکستان
- ۱۳۷۴: اجرای کنسرت در اتریش و مالزی
- ۱۳۷۳: اجرای کنسرت در شهرهای آتن و تسالونیکا یونان
- ۱۳۷۲: اجرای کنسرت در شهرهای تهران، اصفهان و ساری

## مقالات
- ۱۳۸۷: موسیقی معاصر هنری ایران - تز دکتری
- چاپ کتاب «تاریخی از موسیقی معاصر هنری ایران» نشر گویا ۱۳۹۹
- چاپ ترجمه کتاب «موسیقی پست مدرن، تفکر پست مدرن» گردآورنده: جودی لوچ هد و ژوزف آنر، مترجم عبدالحسین مختاباد. نشر گویا ۱۴۰۱

## جوایز و افتخارات
۱۴۰۱: برای بار دوم برنده مدال نقره جایزه جهانی موسیقی (Global Music Awards) در سال ۲۰۲۲ به‌عنوان آهنگساز و خواننده مرد برای اثر «آن لحظه‌ها».
مختاباد به عنوان نخستین خوانندهٔ ایرانی توانست مدال طلای جایزه جهانی موسیقی در سال ۲۰۲۰ را برای اثر «از شرم در حجابم» از آن خود کند. سایت جایزهٔ جهانی موسیقی ضمن اعلام تمامی برندگان سال ۲۰۲۰ روی خروجی خود نام و تصویر عبدالحسین مختاباد را نیز در میان ۹ برندهٔ اصلی جایزه طلایی قرار داده‌است. در میان برندگان نشان طلای این رقابت‌ها، موزیسین‌هایی از کشورهای آلمان، آمریکا، صربستان، ایتالیا، انگلیس و چین نیز قرار دارند.
جایزه جهانی موسیقی از سال ۲۰۱۱ تأسیس شد و در طی همین مدت کوتاه توانست خود را به عنوان نهادی معتبر و بین‌المللی برای معرفی موزیسین‌های مستقل بشناساند. جایزه موسیقی جهانی هر ساله به ۹ نفر نشان طلا می‌دهد و به صد تن نشان نقره و نیز به ۵۰ تن نشان برنز. از ایران احمد میرمعصومی نیز در جمع صد نفری قرار دارد که نشان نقره دریافت کردند و شاهین یوسف‌زمانی در میان ۵۰ نفری قرار دارد که نشان برنز گرفته‌اند. این نخستین بار است که یک ایرانی در این رقابت‌ها جایزه طلایی می‌گیرد. سال گذشته مسعود رضایی نیز برای اثری جایزه نقره‌ای این رقابت‌ها را از آن خود کرده بود.

## نگارخانه

تصنیف از شرم در حجابم از آلبوم سایه دوست برنده مدال طلای مسابقات جهانی موسیقی در سال ۲۰۲۰ / ۱۳۹۹